# Raniero III de Mónaco
Raniero III de Mónaco, de nombre completo: Raniero Luis Enrique Majencio Beltrán Grimaldi(en francés: Rainier Louis Henri Maxence Bertrand Grimaldi, Montecarlo, 31 de mayo de 1923-Montecarlo, 6 de abril de 2005), monarca de la dinastía Grimaldi, fue príncipe soberano de Mónaco, desde 1949 hasta su muerte en 2005.
Antes de ser príncipe soberano actuó como regente durante el reinado de su abuelo, el príncipe Luis II, y tras ascender al trono de Mónaco, se encargó de materializar el auge del Principado, convirtiéndolo en un centro turístico y empresarial de primer orden y en un ente reconocido internacionalmente, al lograr la integración del mismo en la ONU, OSCE, COE.
Famoso fue su matrimonio con la actriz estadounidense Grace Kelly, con quien estuvo casado hasta el trágico fallecimiento de la misma en 1982.

## Biografía

Monograma personal de Raniero III.

### Nacimiento
Raniero nació el 31 de mayo de 1923 en el Palacio del príncipe de Mónaco. La madre de Rainiero, Carlota, era la única hija de Luis II, Príncipe de Mónaco, y su amante, María Julieta Louvet; fue legitimada mediante adopción formal y posteriormente nombrada heredera presunta al trono de Mónaco. El padre de Rainiero, el Conde Pedro de Polignac, que era mitad francés y mitad mexicano, adoptó la dinastía de su esposa, los Grimaldi, al casarse y fue nombrado Príncipe de Mónaco por su suegro. Rainiero tenía una hermana mayor, la Princesa Antonieta, Baronesa de Massy, condesa de Polignac (1920-2011). Sus padres se divorciaron en 1933.
Nació siendo el segundo en la línea de sucesión al trono de Mónaco, por detrás de su madre.
Su infancia fue infeliz y sombría, al punto de que llegó a comentar en una ocasión:

Mi hermana y yo hemos sido educados por una niñera. A nuestros padres sólo les veíamos a las cinco de la tarde y únicamente durante una hora. El resto del tiempo estábamos confinados en una habitación de juegos.

### Educación
La educación inicial de Rainiero transcurrió en Inglaterra, en las escuelas públicas de Summerfields en St Leonards-on-Sea, Sussex, y a partir de 1935 en la Escuela Stowe, en Buckinghamshire. Rainiero asistió posteriormente al Instituto Le Rosey en Rolle y Gstaad, Suiza, desde 1939, antes de continuar sus estudios en la Universidad de Montpellier, Francia, donde obtuvo una licenciatura en Artes en 1943, antes de estudiar en el Instituto de Estudios Políticos de París.

### Segunda Guerra Mundial
Durante la Segunda Guerra Mundial, Raniero se alistó en el ejército de la Francia Libre en septiembre de 1944, y sirvió a las órdenes del general Joseph Jean de Goislard de Monsabert como subteniente, participando en la contraofensiva en Alsacia. 
Recibió la condecoración francesa Cruz de Guerra con la estrella de bronce (que representa una citación nivel de brigada) y se le dio el grado de Chevalier de los franceses en la Legión de Honor en 1947.

### Noviazgos
Entre los años 1940 y 1950, Raniero mantuvo una relación sentimental con la actriz francesa Gisèle Pascal, a quien conoció cuando era estudiante en la Universidad de Montpellier. La hermana de Rainiero, la princesa Antonieta, deseando que su hijo ascendiera al trono de Mónaco, extendió rumores de que Gisèle era estéril. Los rumores, junto con el rechazo acerca de los orígenes de la familia Pascal, pusieron fin a la relación.

## Reinado
El 9 de mayo de 1949 murió su abuelo, Luis II, y Raniero se convirtió en el príncipe soberano de Mónaco. Fue coronado el 12 de abril de 1950, a los veintiséis años.
Tras ascender al trono, Rainiero III se esforzó por recuperar el esplendor de Mónaco, empañado por la negligencia financiera y los escándalos (su madre, la princesa Carlota, se casó con un conocido ladrón de joyas llamado René el Bastón). Tras su ascenso, el príncipe se encontró con una tesorería prácticamente vacía. La clientela tradicional de Mónaco, compuesta principalmente por aristócratas europeos, se vio reducida en sus fondos tras la Segunda Guerra Mundial. Se habían abierto otros centros de juego prósperos para competir con Mónaco. Para compensar la pérdida de ingresos, Rainiero decidió promocionar Mónaco como paraíso fiscal, centro comercial, oportunidad de desarrollo inmobiliario y atracción turística internacional. En sus primeros años de reinado contaba con la colaboración del magnate naviero griego Aristóteles Onassis que tomó el control de la Société des Bains de Mer (SBM) y convirtió a Mónaco exclusivamente como un centro de juego. En 1964 Raniero consiguió el control de la SBM garantizando de forma efectiva que su visión de Mónaco se llevase a cabo.
Como príncipe de Mónaco fue responsable también de la nueva Constitución de 1962, que redujo significativamente el poder del soberano. Los cambios terminaron con el régimen autocrático, cediendo el poder del príncipe a un Consejo Nacional de dieciocho miembros elegidos.
En el momento de su muerte, era el segundo jefe de Estado vivo con más tiempo en el cargo, justo detrás del rey de Tailandia, Bhumibol Adulyadej, y el monarca con el reinado más largo de Europa. 

### Matrimonio y familia
Aprovechando la estancia de una compañía cinematográfica en Mónaco, el príncipe Raniero conoció en 1955 a quien sería su esposa, Grace Kelly, quien rodaba la película Atrapar a un ladrón en esas fechas. Quedó prendado de ella y la siguió incluso hasta EE. UU. hasta tener un romance después de obtener el consentimiento de sus padres.
El 18 de abril de 1956 se casó civilmente en el Salón del Trono del Palacio de Mónaco con Grace Kelly, a partir de entonces S.A.S. la princesa Grace Patricia Grimaldi (nacida en Pensilvania, Estados Unidos el 12 de noviembre de 1929) de la que enviudó el 14 de septiembre de 1982. El 19 de abril de 1956 se casaron en la Catedral de Mónaco.
La princesa Grace dio a luz a su primera hija, la princesa Carolina, el 23 de enero de 1957. Su segundo hijo y heredero, el príncipe Alberto, nació el 14 de marzo de 1958. La hija menor, la princesa Estefanía, nació el 1 de febrero de 1965; todos los niños nacieron en el Palacio.
En 1979, el Príncipe debutó como actor junto a la Princesa en una película independiente de media hora, Rearranged, producida en Mónaco. Tras su estreno en Mónaco, la Princesa Grace la mostró a los ejecutivos de ABC TV en Nueva York en 1982, quienes mostraron interés si se rodaban escenas adicionales. Sin embargo, Grace falleció en un accidente automovilístico causado por una hemorragia cerebral en 1982, lo que imposibilitó la ampliación para un estreno en Estados Unidos. Tras la muerte de Grace, Rainiero se negó a volver a casarse.  En 1982, creó la Fundación Princesa Grace-EE. UU. en su honor, para apoyar a artistas estadounidenses emergentes.

### Viudez
El 13 de septiembre de 1982, la princesa Grace y su hija Estefanía sufrieron un accidente en una de las curvas de una carretera de Mónaco, que comunica la residencia privada Roc Agel con el Palacio de Mónaco. La princesa Grace sufrió heridas graves y falleció 24 horas después. La princesa Estefanía resultó ilesa. Este fue un duro golpe para Raniero, quien nunca se recuperaría de esta sentida pérdida e iría alejándose gradualmente de la sociedad para vivir aislado en palacio, cediendo las funciones regentes a su hijo Alberto y las de representatividad a la princesa Carolina.

## Enfermedad y muerte
Rainiero fumaba sesenta cigarrillos al día. En los últimos años de su vida, su salud se deterioró progresivamente. Fue operado a finales de 1999 y 2000, y en noviembre de 2002 ingresó en el hospital por una infección pulmonar. En enero de 2004, pasó tres semanas hospitalizado por lo que se describió como fatiga generalizada.  En febrero de 2004, ingresó en el hospital por una lesión coronaria y un vaso sanguíneo dañado. En octubre de ese mismo año, volvió a estar hospitalizado por una infección pulmonar. Su hijo, el príncipe heredero Alberto, apareció posteriormente en el programa Larry King Live de la CNN y le comunicó que su padre se encontraba bien, aunque padecía bronquitis.
El 31 de marzo de 2005, tras consultar con el Consejo de la Corona de Mónaco, el Palacio Principesco anunció que el Príncipe Heredero Alberto asumiría las funciones de su padre como regente , dado que Rainiero ya no podía ejercer sus funciones principescas.  El 1 de abril de 2005, el Palacio anunció que los médicos de Rainiero creían que sus posibilidades de recuperación eran escasas.  El 6 de abril, el Príncipe Rainiero III falleció en el Centro Cardiotorácico de Mónaco a las 6:35 a. m., hora local, a la edad de 81 años. Su hijo se convirtió posteriormente en el nuevo Príncipe de Mónaco con el nombre de Alberto II.
Su funeral se celebró el 15 de abril de 2005 junto a su esposa, la Princesa Grace, en la Catedral de Nuestra Señora Inmaculada , el lugar tradicional de enterramiento de los príncipes y princesas de Mónaco,  y el lugar donde el Príncipe Rainiero y la Princesa Grace se habían casado en 1956.  La muerte de Rainiero fue eclipsada por los medios de comunicación, ya que ocurrió poco después de la del Papa Juan Pablo II
El príncipe está enterrado en la Catedral de San Nicolás junto con su esposa Grace.

## Matrimonio y descendencia
El 18 de abril de 1956 se casó civilmente en el Salón del Trono del Palacio de Mónaco con la actriz Grace Kelly. Un día después, se casaron religiosamente. De este matrimonio nacieron:
- S.A.R. la princesa Carolina de Mónaco (nacida el 23 de enero de 1957).
  - Andrea Casiraghi (1984)
    - Sacha Casiraghi (2013)
    - India Casiraghi (2015)
    - Maximilian Casiraghi (2018)

  - Charlotte Casiraghi (1986)
    - Raphaël Elmaleh (2013)
    - Balthazar Rassam (2018)

  - Pierre Casiraghi (1987)
    - Stefano Casiraghi (2017)
    - Francesco Casiraghi (2018)

  - La princesa Alejandra de Hannover (1999)
- S.A.S. el príncipe Alberto II (nacido el 14 de marzo de 1958).
  - Jazmin Grimaldi (1992)
  - Alexandre Grimaldi (2003)
  - El príncipe heredero Jaime de Mónaco (2014)
  - La princesa Gabriela de Mónaco (2014)
- S.A.S. la princesa Estefanía (nacida el 1 de febrero de 1965).
  - Luis Ducruet (1992)
  - Paulina Ducruet (1994)
  - Camila Gottlieb (1998)

Sus hijas fueron en su adolescencia un quebradero de cabeza para los príncipes, debido a su fuerte e independiente carácter y temperamento, y fueron el alimento para los paparazzi y prensa amarilla; no así el príncipe Alberto, quien se mantuvo en segundo plano de la prensa amarillista.

## En la ficción
- Grace of Monaco (2014). Interpretado por el actor Tim Roth.

## Distinciones honoríficas

### Distinciones honoríficas monegascas
- Soberano Gran Maestre de la Orden de San Carlos (09/05/1949) [Gran Cruz, 31/05/1934).[25]
- Soberano Gran Maestre de la Orden de la Corona (09/05/1949).
- Soberano Gran Maestre de la Orden de Grimaldi (09/05/1949).
- Soberano Gran Maestre de la Orden del Mérito Cultural (09/05/1949).

## Ancestros
|  |                                                         |  |  |  |  |  |  |  |  |  |  |  |  |  |  |  |
|  | 16. Conde Camille Melchior de Polignac                  |  |  |  |  |  |  |  |  |  |  |  |  |  |  |  |
|  |                                                         |  |  |  |  |  |  |  |  |  |  |  |  |  |  |  |
|  |                                                         |  |  |  |  |  |  |  |  |  |  |  |  |  |  |  |
|  | 8. Conde Charles Marie de Polignac                      |  |  |  |  |  |  |  |  |  |  |  |  |  |  |  |
|  |                                                         |  |  |  |  |  |  |  |  |  |  |  |  |  |  |  |
|  |                                                         |  |  |  |  |  |  |  |  |  |  |  |  |  |  |  |
|  | 17. Charlotte Calixte Le Vassor de la Touche            |  |  |  |  |  |  |  |  |  |  |  |  |  |  |  |
|  |                                                         |  |  |  |  |  |  |  |  |  |  |  |  |  |  |  |
|  |                                                         |  |  |  |  |  |  |  |  |  |  |  |  |  |  |  |
|  | 4. Conde Maxence Melchior de Polignac                   |  |  |  |  |  |  |  |  |  |  |  |  |  |  |  |
|  |                                                         |  |  |  |  |  |  |  |  |  |  |  |  |  |  |  |
|  |                                                         |  |  |  |  |  |  |  |  |  |  |  |  |  |  |  |
|  | 18. Joseph Le Normand de Morando                        |  |  |  |  |  |  |  |  |  |  |  |  |  |  |  |
|  |                                                         |  |  |  |  |  |  |  |  |  |  |  |  |  |  |  |
|  |                                                         |  |  |  |  |  |  |  |  |  |  |  |  |  |  |  |
|  | 9. Caroline Joséphine Le Normand de Morando             |  |  |  |  |  |  |  |  |  |  |  |  |  |  |  |
|  |                                                         |  |  |  |  |  |  |  |  |  |  |  |  |  |  |  |
|  |                                                         |  |  |  |  |  |  |  |  |  |  |  |  |  |  |  |
|  | 19. Anne Marie Papin de Thevigné                        |  |  |  |  |  |  |  |  |  |  |  |  |  |  |  |
|  |                                                         |  |  |  |  |  |  |  |  |  |  |  |  |  |  |  |
|  |                                                         |  |  |  |  |  |  |  |  |  |  |  |  |  |  |  |
|  | 2. Conde Pedro de Polignac, Príncipe consorte de Mónaco |  |  |  |  |  |  |  |  |  |  |  |  |  |  |  |
|  |                                                         |  |  |  |  |  |  |  |  |  |  |  |  |  |  |  |
|  |                                                         |  |  |  |  |  |  |  |  |  |  |  |  |  |  |  |
|  | 20. Isidoro Francisco de la Torre                       |  |  |  |  |  |  |  |  |  |  |  |  |  |  |  |
|  |                                                         |  |  |  |  |  |  |  |  |  |  |  |  |  |  |  |
|  |                                                         |  |  |  |  |  |  |  |  |  |  |  |  |  |  |  |
|  | 10. Isidoro Fernando de la Torre y Carsí                |  |  |  |  |  |  |  |  |  |  |  |  |  |  |  |
|  |                                                         |  |  |  |  |  |  |  |  |  |  |  |  |  |  |  |
|  |                                                         |  |  |  |  |  |  |  |  |  |  |  |  |  |  |  |
|  | 21. Teresa Carsí                                        |  |  |  |  |  |  |  |  |  |  |  |  |  |  |  |
|  |                                                         |  |  |  |  |  |  |  |  |  |  |  |  |  |  |  |
|  |                                                         |  |  |  |  |  |  |  |  |  |  |  |  |  |  |  |
|  | 5. Susana Mariana de la Torre y Mier y Teran            |  |  |  |  |  |  |  |  |  |  |  |  |  |  |  |
|  |                                                         |  |  |  |  |  |  |  |  |  |  |  |  |  |  |  |
|  |                                                         |  |  |  |  |  |  |  |  |  |  |  |  |  |  |  |
|  | 22. Gregorio de Mier y Terán                            |  |  |  |  |  |  |  |  |  |  |  |  |  |  |  |
|  |                                                         |  |  |  |  |  |  |  |  |  |  |  |  |  |  |  |
|  |                                                         |  |  |  |  |  |  |  |  |  |  |  |  |  |  |  |
|  | 11. María Luisa de Mier y Teran y Celis                 |  |  |  |  |  |  |  |  |  |  |  |  |  |  |  |
|  |                                                         |  |  |  |  |  |  |  |  |  |  |  |  |  |  |  |
|  |                                                         |  |  |  |  |  |  |  |  |  |  |  |  |  |  |  |
|  | 23. Mariana de Celis y Dosal                            |  |  |  |  |  |  |  |  |  |  |  |  |  |  |  |
|  |                                                         |  |  |  |  |  |  |  |  |  |  |  |  |  |  |  |
|  |                                                         |  |  |  |  |  |  |  |  |  |  |  |  |  |  |  |
|  | 1. Raniero III, Príncipe Soberano de Mónaco             |  |  |  |  |  |  |  |  |  |  |  |  |  |  |  |
|  |                                                         |  |  |  |  |  |  |  |  |  |  |  |  |  |  |  |
|  |                                                         |  |  |  |  |  |  |  |  |  |  |  |  |  |  |  |
|  | 24. Príncipe Carlos III de Mónaco                       |  |  |  |  |  |  |  |  |  |  |  |  |  |  |  |
|  |                                                         |  |  |  |  |  |  |  |  |  |  |  |  |  |  |  |
|  |                                                         |  |  |  |  |  |  |  |  |  |  |  |  |  |  |  |
|  | 12. Príncipe Alberto I de Mónaco                        |  |  |  |  |  |  |  |  |  |  |  |  |  |  |  |
|  |                                                         |  |  |  |  |  |  |  |  |  |  |  |  |  |  |  |
|  |                                                         |  |  |  |  |  |  |  |  |  |  |  |  |  |  |  |
|  | 25. Condesa Antoinette Ghislaine de Mérode-Westerloo    |  |  |  |  |  |  |  |  |  |  |  |  |  |  |  |
|  |                                                         |  |  |  |  |  |  |  |  |  |  |  |  |  |  |  |
|  |                                                         |  |  |  |  |  |  |  |  |  |  |  |  |  |  |  |
|  | 6. Príncipe Luis II de Mónaco                           |  |  |  |  |  |  |  |  |  |  |  |  |  |  |  |
|  |                                                         |  |  |  |  |  |  |  |  |  |  |  |  |  |  |  |
|  |                                                         |  |  |  |  |  |  |  |  |  |  |  |  |  |  |  |
|  | 26. William Douglas-Hamilton, XI Duque de Hamilton      |  |  |  |  |  |  |  |  |  |  |  |  |  |  |  |
|  |                                                         |  |  |  |  |  |  |  |  |  |  |  |  |  |  |  |
|  |                                                         |  |  |  |  |  |  |  |  |  |  |  |  |  |  |  |
|  | 13. Lady Mary Victoria Douglas-Hamilton                 |  |  |  |  |  |  |  |  |  |  |  |  |  |  |  |
|  |                                                         |  |  |  |  |  |  |  |  |  |  |  |  |  |  |  |
|  |                                                         |  |  |  |  |  |  |  |  |  |  |  |  |  |  |  |
|  | 27. Princesa María Amelia de Baden                      |  |  |  |  |  |  |  |  |  |  |  |  |  |  |  |
|  |                                                         |  |  |  |  |  |  |  |  |  |  |  |  |  |  |  |
|  |                                                         |  |  |  |  |  |  |  |  |  |  |  |  |  |  |  |
|  | 3. Princesa Carlota, Duquesa de Valentinois             |  |  |  |  |  |  |  |  |  |  |  |  |  |  |  |
|  |                                                         |  |  |  |  |  |  |  |  |  |  |  |  |  |  |  |
|  |                                                         |  |  |  |  |  |  |  |  |  |  |  |  |  |  |  |
|  | 28. Jacques Antoine Louvet                              |  |  |  |  |  |  |  |  |  |  |  |  |  |  |  |
|  |                                                         |  |  |  |  |  |  |  |  |  |  |  |  |  |  |  |
|  |                                                         |  |  |  |  |  |  |  |  |  |  |  |  |  |  |  |
|  | 14. Jacques Henri Louvet                                |  |  |  |  |  |  |  |  |  |  |  |  |  |  |  |
|  |                                                         |  |  |  |  |  |  |  |  |  |  |  |  |  |  |  |
|  |                                                         |  |  |  |  |  |  |  |  |  |  |  |  |  |  |  |
|  | 29. Marie Catherine Jouanne                             |  |  |  |  |  |  |  |  |  |  |  |  |  |  |  |
|  |                                                         |  |  |  |  |  |  |  |  |  |  |  |  |  |  |  |
|  |                                                         |  |  |  |  |  |  |  |  |  |  |  |  |  |  |  |
|  | 7. Marie Juliette Louvet                                |  |  |  |  |  |  |  |  |  |  |  |  |  |  |  |
|  |                                                         |  |  |  |  |  |  |  |  |  |  |  |  |  |  |  |
|  |                                                         |  |  |  |  |  |  |  |  |  |  |  |  |  |  |  |
|  | 30. Pierre Michel Piedefer                              |  |  |  |  |  |  |  |  |  |  |  |  |  |  |  |
|  |                                                         |  |  |  |  |  |  |  |  |  |  |  |  |  |  |  |
|  |                                                         |  |  |  |  |  |  |  |  |  |  |  |  |  |  |  |
|  | 15. Joséphine Elmire Piedefer                           |  |  |  |  |  |  |  |  |  |  |  |  |  |  |  |
|  |                                                         |  |  |  |  |  |  |  |  |  |  |  |  |  |  |  |
|  |                                                         |  |  |  |  |  |  |  |  |  |  |  |  |  |  |  |
|  | 31. Marie Anne Brunel                                   |  |  |  |  |  |  |  |  |  |  |  |  |  |  |  |
|  |                                                         |  |  |  |  |  |  |  |  |  |  |  |  |  |  |  |
|  |                                                         |  |  |  |  |  |  |  |  |  |  |  |  |  |  |  |

| Predecesor: Luis II            | Príncipe de Mónaco 1949-2005          | Sucesor: Alberto II          |
| Predecesora: Carlota de Mónaco | Príncipe heredero de Mónaco 1944-1949 | Sucesora: Carolina de Mónaco |
| Predecesora: Carlota de Mónaco | Duque de Valentinois 1977-2005        | Sucesor: Alberto II          |

## Nota
1. ↑  El manual de estilo de El País también propone la alternativa «Raniero» «Diccionario: Letra R Archivado el 15 de diciembre de 2015 en Wayback Machine.» Manual de estilo del diario El País. (2002) El País. Madrid: Grupo Prisa. p. 320.